# یوسیپ پیواریچ
یوسیپ پیواریچ (انگلیسی: Josip Pivarić؛ زادهٔ ۳۰ ژانویهٔ ۱۹۸۹) بازیکن فوتبال اهل کرواسی است.
از تیم‌هایی که در آن بازی کرده‌است، می‌توان به باشگاه فوتبال دینامو زاگرب، باشگاه فوتبال لوکوموتیو زاگرب و تیم ملی فوتبال کرواسی اشاره کرد.